# Силва, Матеус
Матеу́с Ма́ртинс Си́лва (порт.-браз. Matheus Martins Silva; род. 8 декабря 1996, Табоан-да-Серра, Бразилия) — бразильский футболист, центральный защитник.

## Биография
15 июля 2015 года Силва, являющийся выпускником спортивной академии Монтверде в штате Флорида, был подписан клубом MLS «Сан-Хосе Эртквейкс». Дебютировал он в профессиональном футболе 6 марта 2016 года, выйдя на замену в компенсированное время матча с «Колорадо Рэпидз». 13 мая 2016 года Силва был отдан в аренду в клуб «Аризона Юнайтед», выступавший в третьем по силе дивизионе США. Перед началом сезона 2017 Силва вновь был отдан аренду, на этот раз в «Рино 1868», клуб-новичок USL аффилированный с «Сан-Хосе Эртквейкс».
4 июля 2017 года во время плавания в озере Тахо у Силвы случилась внезапная остановка сердца. После проведения экстренных реанимационных мероприятий на месте он был доставлен в близлежащую больницу, а позднее был переведён в региональный медицинский центр в Рино, где его состояние было оценено как стабильно тяжёлое. Силва вышел из состояния комы через два дня.
После завершения сезона 2017 «Сан-Хосе Эртквейкс» не стал продлевать контракт с игроком.
5 января 2018 года Силва подписал контракт с клубом USL «Своуп Парк Рейнджерс». За фарм-клуб «Спортинга Канзас-Сити» дебютировал 17 марта в матче стартового тура сезона против «Рино 1868». 13 июня в матче против «Реал Монаркс» забил свой первый гол в карьере. По окончании сезона 2018 СПР не продлил контракт с Силвой.
В начале 2019 года Силва присоединился к клубу Лиги один ЮСЛ «Орландо Сити B». За фарм-клуб «Орландо Сити» дебютировал 19 апреля в матче против «Форвард Мэдисон».
2 октября 2019 года Силва подписал контракт с клубом «Майами» из Национальной независимой футбольной ассоциации.
14 января 2020 года Силва заключил контракт с клубом Чемпионшипа ЮСЛ «Хартфорд Атлетик» на сезон 2020. За «Хартфорд» дебютировал 17 июля в матче против «Нью-Йорк Ред Буллз II». В матче против «Ред Буллз II» 16 сентября забил свой первый гол в зелёно-синей форме.
19 марта 2021 года Матеус присоединился к бразильскому клубу «Фигейренсе». Он сыграл три матча в Катариненсе, но перед стартом Серии C клуб не стал продлевать контракт с ним.
11 января 2022 года Силва вернулся играть в США, подписав контракт с клубом Чемпионшипа ЮСЛ «Талса». Дебютировал за «Талсу» 23 марта в матче против «Сан-Диего Лойал», выйдя на замену в конце второго тайма. По окончании сезона 2022 контракт Силвы с «Талсой» истёк.